# From Prada to Nada
From Prada to Nada è un film del 2011 diretto da Angel Gracia.
Pellicola di produzione statunitense-messicana vagamente basata sul romanzo Ragione e sentimento di Jane Austen del 1811.